# Affaire Mary Ann Walkley
L'affaire Mary Ann Walkley est un cas de mort par surmenage ayant eu lieu dans la nuit du 14 juin 1863 dans le West End londonien.
La victime est Mary Ann Walkley, une jeune couturière de 20 ans, morte après avoir travaillé vingt-trois heures d'affilée pour terminer des robes destinées à la réception donnée pour l'arrivée d'Alexandra du Danemark, nouvelle princesse de Galles, en Angleterre.
Les terribles conditions de travail de l'ouvrière provoquèrent l'indignation et une prise de conscience de la nécessité d'un nouvel encadrement légal des industries anglaises.

## Contexte
Mary Ann Walkley travaillait pour la boutique de l'habilleuse de la Cour, Madame Elise, située au 170 Regent Street. La boutique est tenue par Elise Isaacson et son mari.
Pour répondre à la demande prestigieuse, les couturières qui vivaient et travaillaient dans l'établissement étaient obligées de commencer à 6 h 30 du matin, et de travailler jusqu'à 11 h 0 du soir. À certaines occasions, elles devaient même travailler toute la nuit et jusqu'au lendemain matin pour être sûres de finir une commande. La moyenne d'heures de travail était de 16 h 0, et pouvait atteindre 30 heures suivant la saison.
À la fin de leur service, les ouvrières dormaient toutes dans une pièce commune divisée en petites cellules, à peine assez grandes pour deux lits, et destinées à deux personnes par lit. En tout, soixante employées se partagent deux chambres, à trente personnes par chambre, dont la capacité de contenance de l'air est limitée à un tiers de la norme de l'époque, du fait du surpeuplement des pièces.

## L'affaire
Une lettre anonyme, signée « Une couturière fatiguée » (« A Tired Dressmaker ») est publiée le 17 juin 1863 dans le journal The Times. Elle fait état de la mort d'une employée, apparemment consécutive à une surcharge de travail, en ces termes :
« Monsieur, je suis couturière, vivant dans une grande entreprise du West-End. Je travaille dans une salle bondée avec vingt-huit autres personnes. Ce matin une de mes collègues a été trouvée morte dans son lit et nous pensons toutes que les longues heures de travail et l'espace clos et confiné dans lequel nous avons travaillé ont beaucoup joué dans les causes de sa mort. ».
Tombée malade le vendredi précédant sa mort, Mary Ann Walkley voit son état empirer le dimanche, avant de succomber dans la nuit. Elle est retrouvée morte le lundi matin.
Un médecin et un médecin-légiste sont convoqués pour attester de son décès. Après auscultation, ils déclarent que l'origine de la mort est une apoplexie, causée par « de longues heures de travail dans un espace de travail bondé, et une chambre à coucher trop petite et mal ventilée ».

## Conséquences
À la suite de la publication de l'article, l'indignation est collective. Les conditions de travail des ouvrières du West End sont dénoncées, ainsi que l'origine sociale des employées, souvent orphelines ou en difficulté, ce qui rend leur exploitation plus aisée. Les termes d'esclavage et d'esclavage blanc apparaissent dans les journaux de l'époque. Ainsi, on peut lire dans un article du Preston Chronicle, daté du 27 juin 1863 : « Nous serions encore ignorants de l'ampleur de cet esclavage blanc dans l'Ouest londonien si cette pauvre jeune fille n'était pas morte de telle façon qu'il eut fallu faire appel à un médecin-légiste pour faire une enquête »,. Un autre article, issu du journal The Spectator et également daté du 27 juin 1863, établit la même comparaison : « La pauvre fille a été forcée de travailler sur la robe de bal - forcée de la même façon, même si pas aussi abîmée, que si un fouet avait été usé - pendant 23 heures d'affilée »,.
Les patrons de la boutique, les époux Isaacson, sont pointés du doigt par le public, qui demande à ce qu'ils soient jugés pour la part certaine qu'ils ont eu dans la mort de la jeune femme. Cependant, la cause de la mort étant naturelle, ils sont innocentés. Ce verdict est considéré comme extrêmement insatisfaisant  par un journaliste du Stirling Observer, qui déclare, dans un article du 2 juillet 1863 : « Si n'est pas un meurtre, alors qu'est-ce qu'un meurtre ? », pointant la responsabilité des employeurs qu'il accuse de pousser leurs employés à travailler toujours plus dans des conditions misérables, sans possibilité de repos.
Pour répondre à l'indignation générale, le comte de Shaftesbury suggère un amendement, dès le 26 juin 1863, pour exiger des régulations sanitaires aux maisons qui emploient des couturières. La proposition est tièdement reçue par la Chambre, qui confesse ne pas pouvoir intervenir. Aucune réforme ne suit l'affaire. Cette inaction peut s'expliquer, entre autres raisons, par l'impossibilité pour des inspecteurs gouvernementaux d'intervenir dans des établissements privés, qui ne relèvent pas de leurs compétences.

## Dans la culture populaire

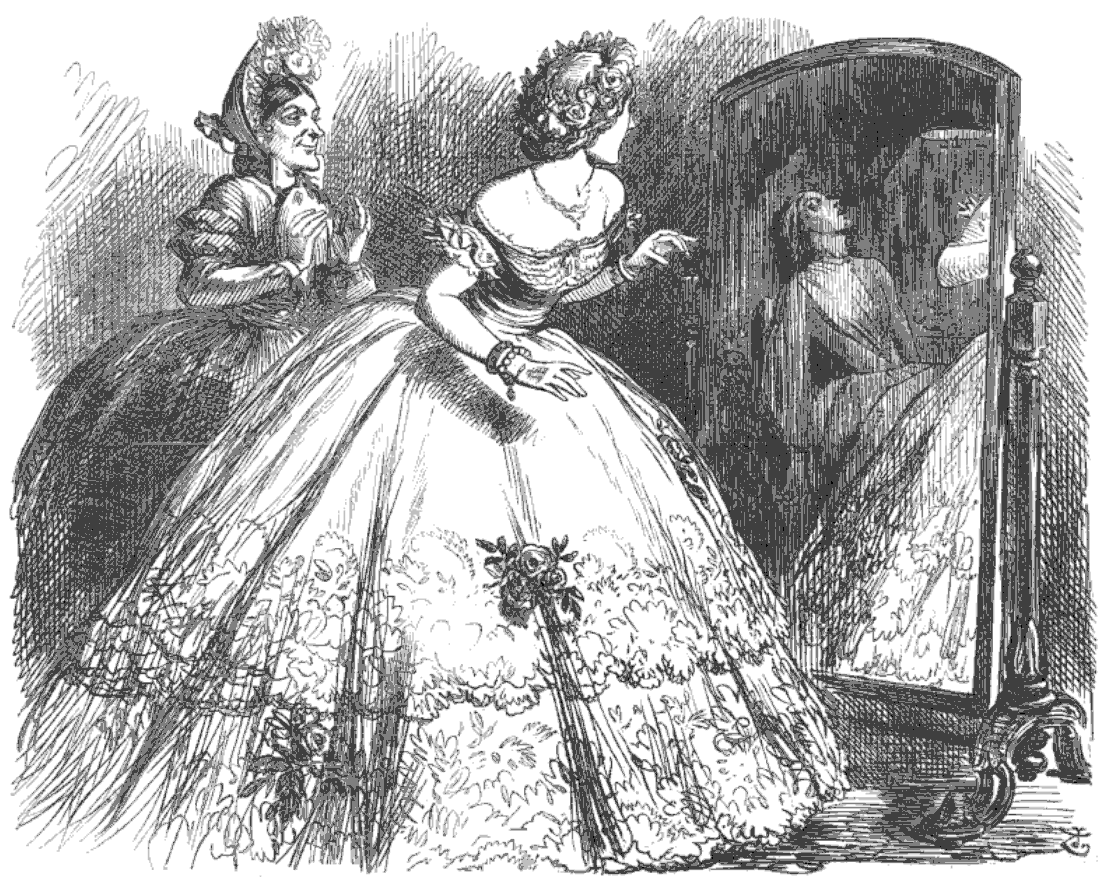
The Haunted Lady, or The Ghost in the Looking Glass, The Punch, 4 juillet 1863.

La mort de Mary Ann Walkley choque beaucoup de penseurs socialistes et marxistes, et a sert à illustrer l'absence d'encadrement des industries capitalistes. Dans le chapitre 10 de son ouvrage Le Capital, Karl Marx reprend l'affaire en exemple dans la section 3, « La journée de travail dans les branches de l'industrie où l’exploitation n'est pas limitée par la loi ».
Malgré l'absence de réformes, la prise de conscience collective persiste. Une caricature de John Tenniel publiée le 4 juillet 1863 dans le magazine The Punch, intitulée « La femme hantée, ou le fantôme dans la psyché » (« The Haunted Lady, or The Ghost in the Looking Glass »), témoigne de l'impact de l'affaire. Elle représente une jeune femme, portant une splendide robe, se regardant dans le miroir pour n'en fait rencontrer, en lieu de son reflet, que le cadavre de la couturière qui est morte en réalisant sa tenue. L'ironie va même jusqu'à placer dans la bouche de la modiste les termes suivants : « Nous n'aurions reculé devant aucun sacrifice pour ne pas décevoir votre Seigneurie, et la robe est finie à merveille »,.